# Maître de Saint-Laurent

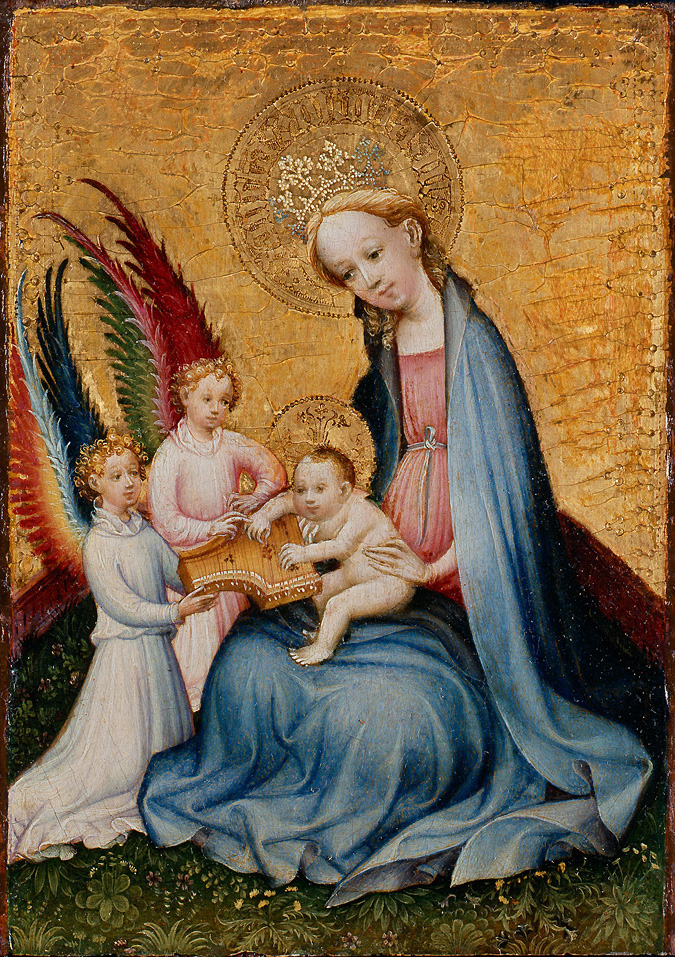
Marie au Paradis, Wallraf-Richartz-Museum, Cologne.

Le Maître de Saint-Laurent est le nom de convention d'un peintre anonyme gothique actif entre 1415 et 1430 à Köln, dû à un fragment d'un retable en provenance de l'ancienne église paroissiale Saint-Laurent (de) de Cologne, démolie en 1818.

## Biographie et style
L'artiste a travaillé dans l'environnement immédiat du Maître de la Véronique, dont l'influence stylistique est visible dans l'œuvre du Maître, comme, entre autres, la reprise des groupes d'anges de la peinture munichoise du Maître de la Véronique. Il était peut-être son successeur dans l'atelier ou a même coopéré à l’une ou l’autre de ses peintures,,. Certains motifs et particularités stylistiques de la Westphalie dans ses œuvres indiquent un possible compagnonnage dans ces régions, ou l'existence d'autres contacts. Sa période d'activité se situe entre 1415 et 1430.

## Œuvre

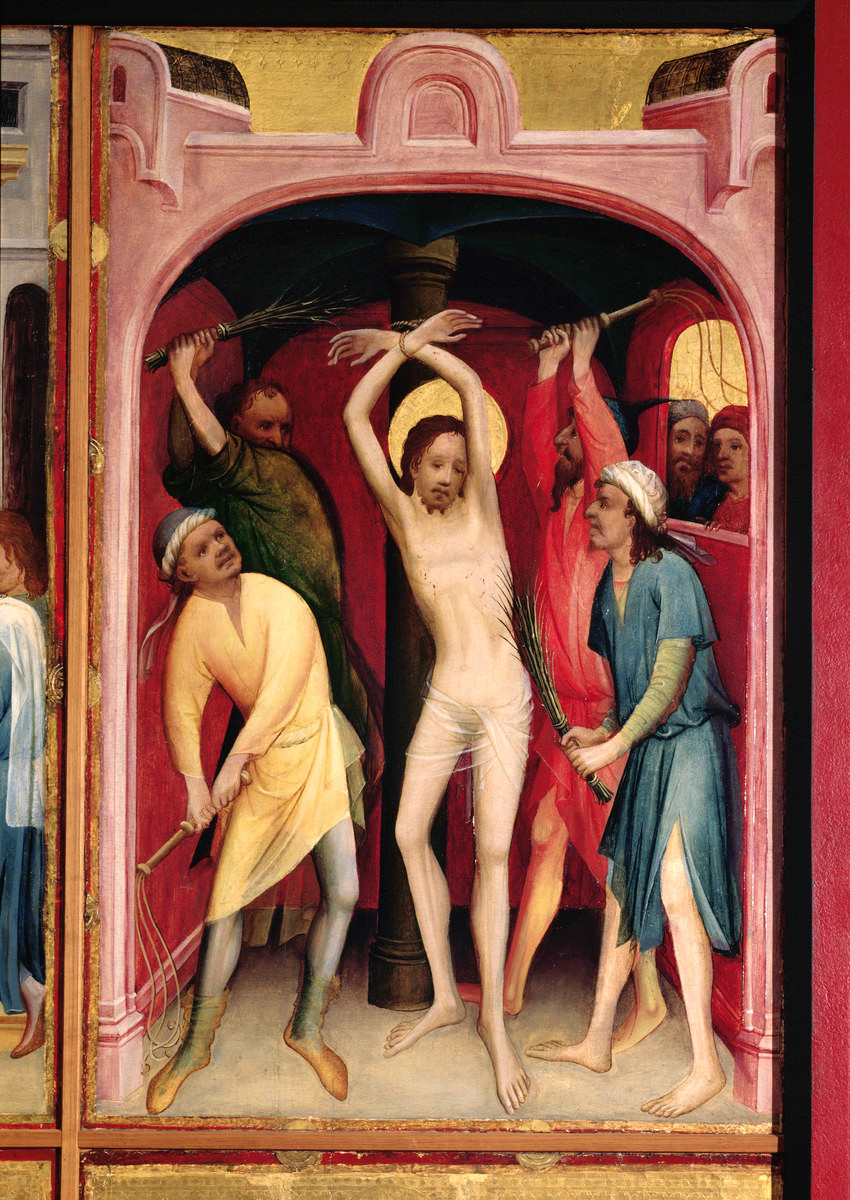
Flagellation, scènes de la Passion du Christ

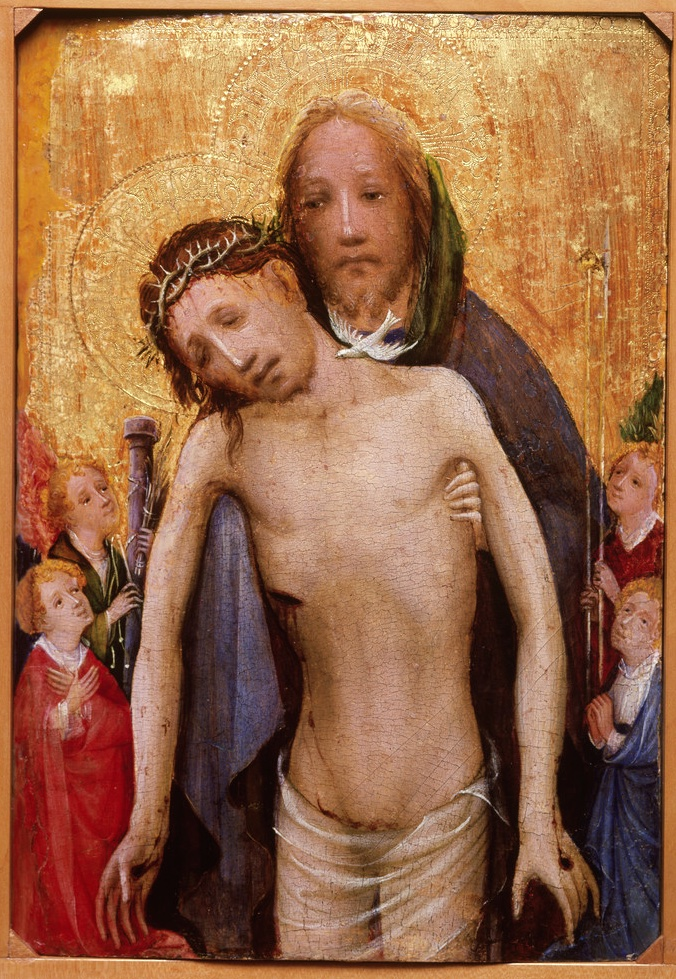
Christ de douleur

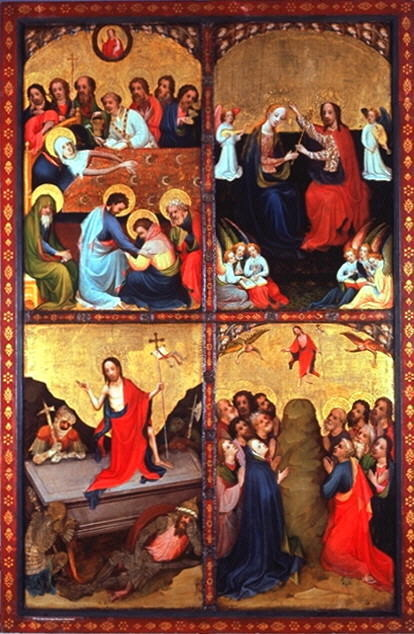
Quatre scènes de la vie de Marie et du Christ

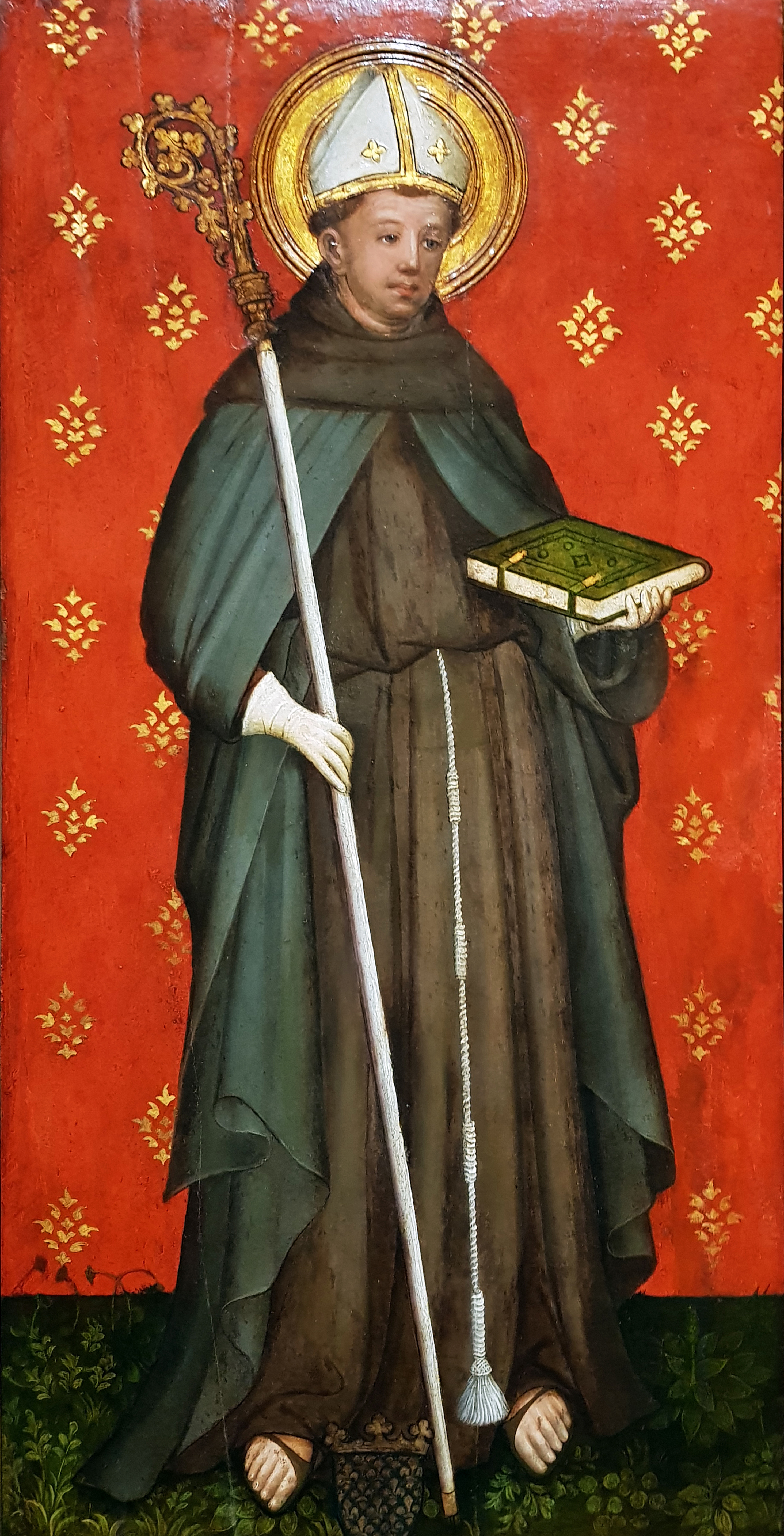
Saint Louis de Toulouse

L'œuvre connue du Maître n'est pas riche. Elle comprend :
- Scènes de la Passion du Christ, Wallraf-Richartz-Museum, Cologne, vers 1425-1430, inventaire WRM 20-27 et 29-31.

Deux volets subsistent, de grandes dimensions (184 × 175 cm). Chaque volet contient en deux rangées six peintures relatant les épisodes de la Passion, dont chacun fait environ 90 × 57 cm. Le premier panneau contient, de la gauche vers la droite et du haut vers le bas : le Christ au mont des oliviers, le Christ devant Pilate, la Flagellation, le Couronnement d'épines, et le Portement de croix. Du deuxième, il manque l'une des six peintures. Les tableaux restants ont pour thèmes : la Crucifixion, la Descente de la croix, le Christ aux nimbes, la Résurrection, le Noli me tangere et enfin l'Ascension. La Mise au tombeau a été détruite pendant la Seconde Guerre mondiale.
- Vierge au paradis, en dépôt au Wallraf-Richartz-Museum, Cologne, vers 1420, inventaire Dep 361

Petit panneau de 20,2 × 13,8 cm, à usage privé, il représente la Vierge Marie dans son jardin clos (« hortus conclusus »), un sujet apprécié dans toute la vallée du Rhin et spécialement à Cologne. Le jardin clos est symbole de la virginité de Marie, ou aussi de son immaculée conception. Assise par terre, elle est du type Madone de l'humilité.
- Vierge à l’enfant entourée d'anges musiciens, Dommuseum, Francfort-sur-le-Main
- Christ de douleur en Trinité, en dépôt au Wallraf-Richartz-Museum, Cologne, vers 1415, inventaire Dep 363.

Panneau de petites dimensions de 23,2 × 15,9 cm, il contient sur une face une représentation du Christ mort, tenu droit dans les bras de son père, avec la colombe au-dessus d'eux, et sur l'autre face une image de la tête du Christ dans le style des « Vera Icon ». L'attribution a été longuement discutée par les historiens de l'art.
- Quatre scènes de la vie de Marie et du Christ, Wallraf-Richartz-Museum, Cologne, inventaire WRM 737.

Il s'agit d'un panneau unique, de dimensions de 179 × 114,5 cm qui fait probablement partie d'un triptyque dont les volets sont compartimentés en quatre champs. Les quatre tableaux représentent, de gauche à droite, la Mort de Marie, le Couronnement de Marie, la Résurrection et l'Ascension. Sur le dos de ce panneau figure une Mise au tombeau de saint Laurent au Germanisches Nationalmuseum à Nuremberg, le tout formant le volet droit du triptyque dont le reste est absent.
- Ange de l'annonciation

Petit panneau de 29 × 11,4 cm, tempera sur chêne, vers 1420 (entourage du Maître), Museum Heylshof, Worms.